# 6418 Hanamigahara
6418 Hanamigahara este un asteroid din centura principală de asteroizi.

## Descriere
6418 Hanamigahara este un asteroid din centura principală de asteroizi. A fost descoperit pe 8 decembrie 1993 la Oizumi de Takao Kobayashi. El prezintă o orbită caracterizată de o semiaxă mare de 2,26 ua, o excentricitate de 0,11 și o înclinație de 6,2° în raport cu ecliptica.